# قمری زمینی پیکوئی
قمری زمینی پیکوئی (نام علمی: Columbina picui) نام یک گونه از سرده قمری‌های زمینی آمریکایی است.